# Абгариды
Абгариды (132 г. до н. э. — 242 г. н. э.) — набатейская династия арабского происхождения. Правили Эдессой, Осроеной и Верхней Месопотамией. Некоторые представители рода носили иранские имена, а в остальном многие имели арабские имена, включая самого Абгара. Английский историк Дж. Б. Сигал отмечает, что имена оканчивающиеся на «-u», «несомненно набатейские». Правители рода Абгаридов говорили на арамейском языке.

## История

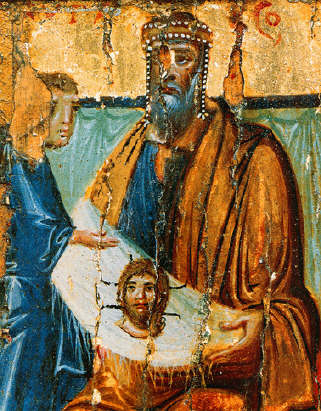
Абгар V держит мандилион (изображение 10 в.)

Предком династии был вождь набатеийских племён по имени Арью (другой вариант Ариу 132 г. до н. э. — 127 г. до н. э.) освободился от власти Селевкидов, стал независимо править городом, в котором основал государство со столицей Эдесса.
Одержав победу при Каррах (53 г. до н. э.) члены династии в течение примерно двух столетий в целом проводили политику против Парфянского царства. На рубеже 2-го в. н. э. Римская империя превратила Осроену в римское клиентское государство. В правление императора Каракаллы (198—217 гг.), вероятно, в 214 г., Абгар IX Северус был свергнут, а Осроена стала Римской провинцией или колонией. И с этого момента династия Абгаридов правила лишь номинально. Абгар X Фархад, последний номинально правивший из Абгаридов, поселился в Риме со своей женой Ходдой.

## Список правителей
- Арью — 132—127 до н. э.
- Абду, сын Мазура — 127—120 г. до н. э.
- Фрадашт, сын Гебару — 120—115 до н. э.
- Бакуру I, сын Фрадашта — 115—112 до н. э.
- Баку II, сын Баку — 112-94 г. до н. э.
- Бакуру II и Ману I — 94 г. до н. э.
- Бакуру II и Абгар I Пика — 94-92 г. до н. э.
- Абгар I — 92-68 до н. э.
- Абгар II, сын Абгара I — 68-53 до н. э.

Междуцарствие 53-52 до н. э.	
- Ману II — 52-34 г. до н. э.
- Пакор — 34-29 г. до н. э.
- Абгар III — 29-26 до н. э.
- Абгар IV Сумака — 26-23 г. до н. э.
- Ману III Сафул[фр.] — 23-4 г. до н. э.
- Абгар V Уккама, сын Ману — 4 г. до н. э.—7 г. н. э.[6]
- Ману IV, сын Ману — 7-13 г. н. э.
- Абгар В Уккама — 13-50 г. н. э.
- Ману V, сын Абгара — 50-57 г. н. э.
- Ману VI, сын Абгара — 57-71 г. н. э.
- Абгар VI, сын Ману — 71-91 г. н. э.

Междуцарствие 91-109 гг. н. э.	
- Абгар VII[англ.], сын Эзада — 109—116 гг. н. э.

Междуцарствие 116—118 гг. н. э.	
- Ялур (Ялуд) и Парфамаспат[англ.] — 118—122 гг. н. э.
- Партамаспат — 122—123 гг. н. э.
- Ману VII, сын Эзада — 123—139 гг. н. э.
- Ману VIII[фин.], сын Ману — 139—163 гг. н. э.
- Абгар VIII Великий, сын Ману — 177—212 гг. н. э.
- Абгар IX Великий, сын Абгара — 212—214 гг. н. э.[7][3]
- Ману IX, сын Ману — 214—240 гг. н. э.
- Абгар X Фрахад[нем.], сын Ману — 240—242 гг. н. э.